# Championnat de Suisse féminin de football 2006-2007
Navigation
Édition précédente Édition suivante
Le Championnat de Suisse de football féminin 2006-2007 est la 37e édition de la Ligue nationale A (LNA), opposant les huit meilleurs clubs de football féminin en Suisse.
Les huit équipes se rencontrent deux fois.
Le tenant du titre est le LUwin.ch. Le FFC Zuchwil 05 termine à la première place et remporte son 1er titre de champion.

## Clubs participants
- FFC Zurich Seebach
- Rapid Lugano
- FC Yverdon Féminin
- FFC Zuchwil 05
- FFC Berne
- SC LUwin.ch
- Grasshopper Club Zurich/Schwerzenbach
- Rot-Schwarz Thoune

| \| SC LUwin.ch GC/Schwerzenbach FC Yverdon Zurich Seebach Lugano FFC Berne Rot-Schwarz Thoune FFC Zuchwil 05 \| Localisation des clubs engagés dans le championnat. |
| SC LUwin.ch GC/Schwerzenbach FC Yverdon Zurich Seebach Lugano FFC Berne Rot-Schwarz Thoune FFC Zuchwil 05                                                           |

## Classement
| Rang | Équipe                | Pts | J  | G  | N | P | Bp | Bc | Diff |
| ---- | --------------------- | --- | -- | -- | - | - | -- | -- | ---- |
| 1    | FFC Zuchwil 05        | 39  | 14 | 13 | 0 | 1 | 41 | 17 | +24  |
| 2    | FFC Zurich Seebach    | 24  | 14 | 7  | 3 | 4 | 27 | 19 | +8   |
| 3    | SC LUwin.chT          | 23  | 14 | 7  | 2 | 5 | 35 | 27 | +8   |
| 4    | FFC Berne             | 20  | 14 | 5  | 4 | 4 | 27 | 26 | +1   |
| 5    | FC Yverdon            | 17  | 14 | 4  | 4 | 6 | 33 | 32 | +1   |
| 6    | GC/Schwerzenbach      | 14  | 14 | 3  | 5 | 6 | 25 | 28 | -3   |
| 7    | FC Rot-Schwarz Thoune | 12  | 14 | 3  | 3 | 8 | 26 | 42 | -16  |
| 8    | Rapid Lugano          | 7   | 14 | 1  | 4 | 9 | 20 | 43 | -23  |

Légende
- Qualifié pour la  Coupe féminine de l'UEFA 2007-2008
- Relégation en LNB

Abréviations
T : Tenant du titre

P : Promu